# 上海大学附属嘉定高级中学
上海大学附属嘉定高级中学是位於中華人民共和國上海市嘉定區的一所高級中學，由嘉定区人民政府与上海大学共同創辦。該校位于嘉定区南翔镇，于2018年9月正式开学。學校占地面积28584平方米，建筑面积21330平方米。學校最初名為上海大学附属南翔高级中学。2021年6月，學校更名为上海大学附属嘉定高级中学。